# Kapuvár
Kapuvár (německy Kobrunn) je město v Maďarsku v župě Győr-Moson-Sopron. Je správním střediskem stejnojmenného okresu a je známé díky termálním lázním a léčivé vodě.
Na západě od města se nacházejí města Fertőd a Fertőszentmiklós, na východě město Csorna a na jihu město Beled. V roce 2018 zde žilo 10 281 obyvatel, z nichž je 88,9 % obyvatel maďarské národnosti. 

## Přírodní poměry a poloha
Kapuvár leží v západní části země, jihovýchodně od Neziderského jezera (resp. poblíž národního parku Fertő-Hanság) a v regionu Rábaköz. Protéká jím severo-jižním směrem řeka Kis-Rába, která se vlévá do řeky Répce. S tou společně vznikne řeka Rábca, která se vlévá do řeky Mosoni-Duna. Ta se vlévá do Dunaje.

## Historie

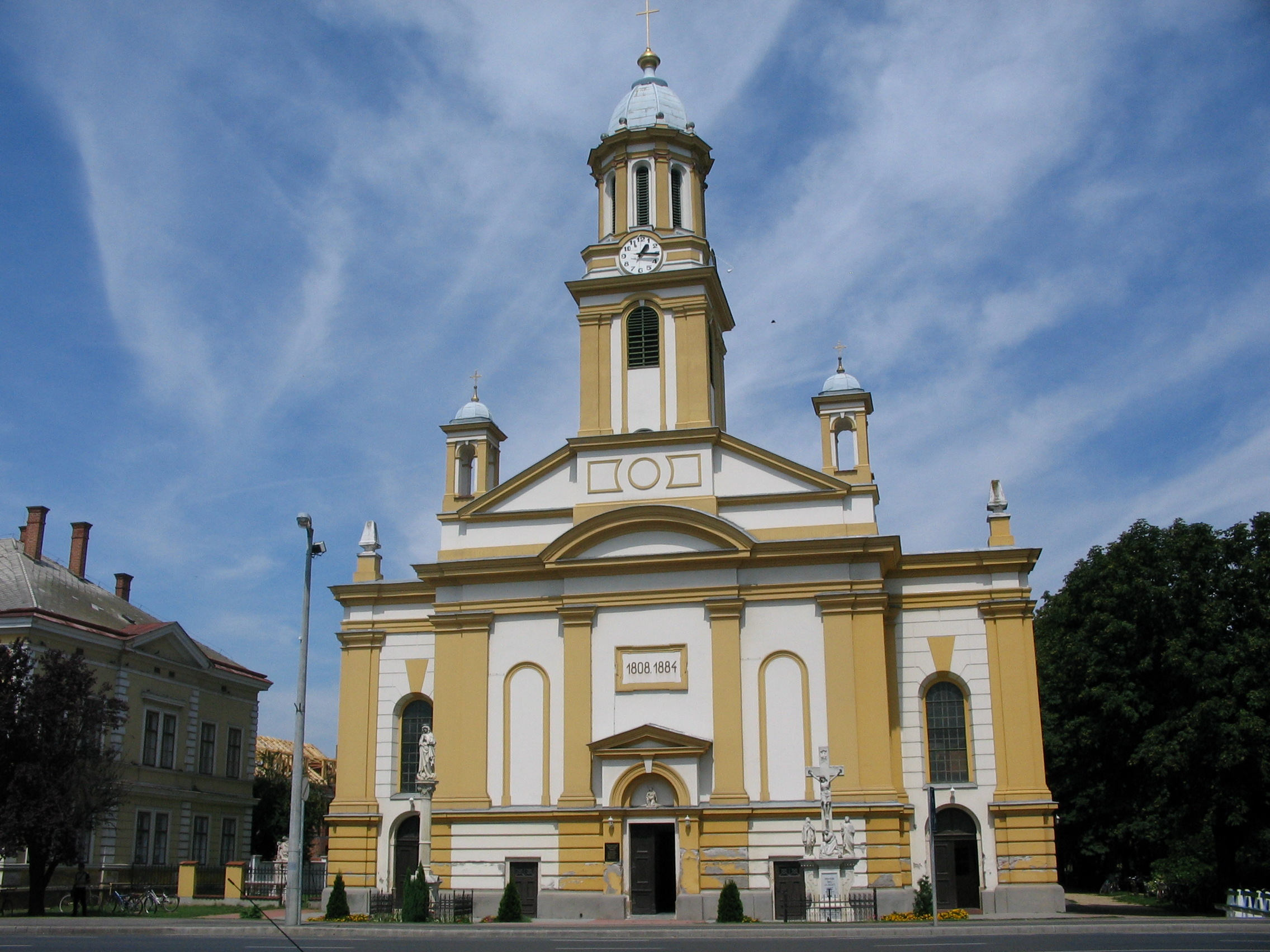
barokní kostel svaté Anny.

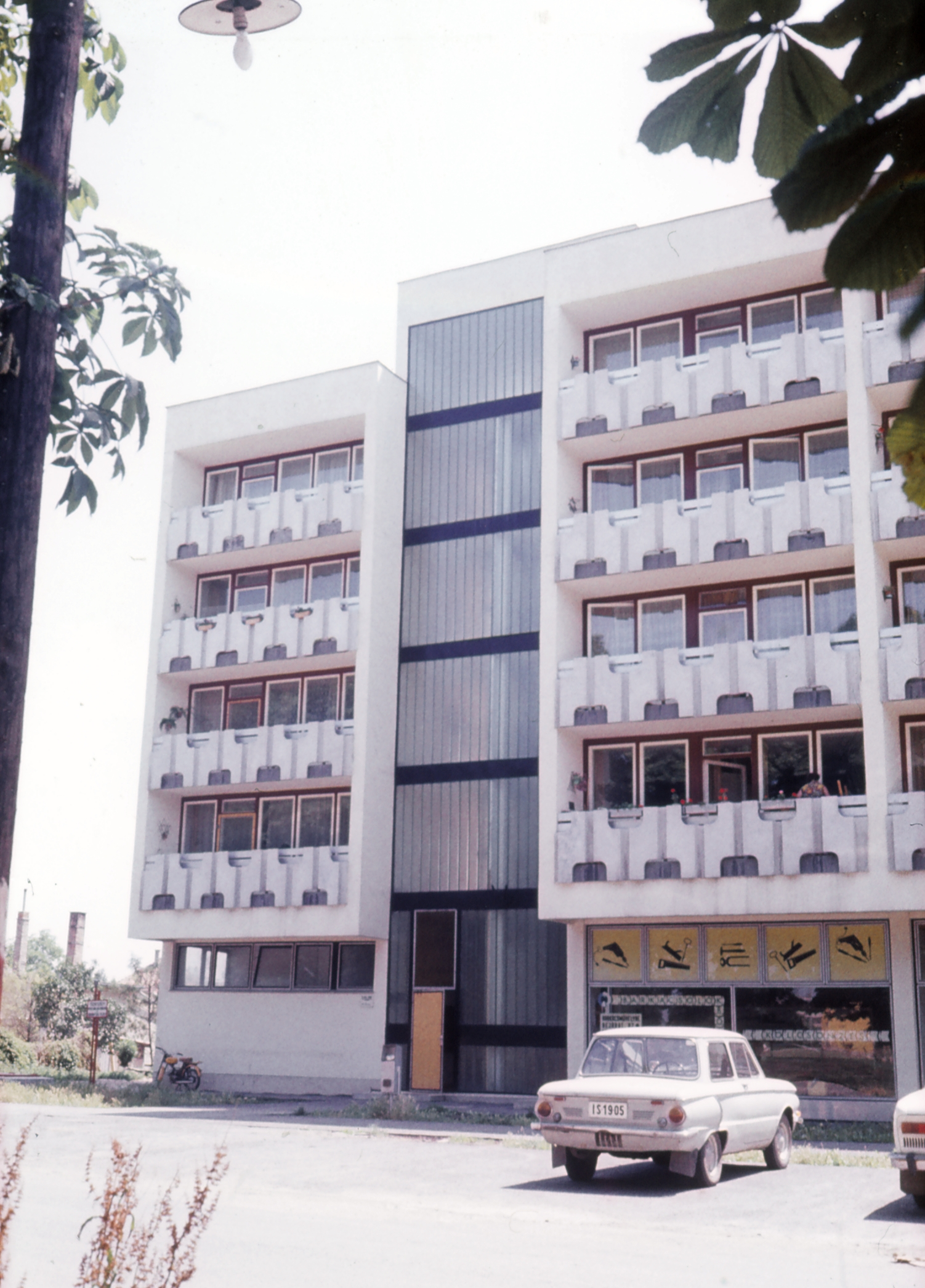
Bytový dům v roce 1975.

V oblasti Kapuváru se nacházejí stopy osídlení z doby halštatské, římské a avarské. Kapuvár byl západní branou Uherského království. Z výrazu "brána" (maďarsky kapu) a "hrad" (maďarsky vár) pochází i název obce. Původně ale zněl pouze Kapu, v dnešní podobě je doložen až ze 17. století.
Pevnost zde nejstarší uherští králové nechali postavit na ochranu před přípdnými německými vpády. Jednalo se o opevnění ze dřeva a zeminy. Lokalita byla zvolena strategicky. Okolní louky byly často podmáčené a Kapuvár byl jediným místem, odkud je bylo možné kontrolovat. Občas býval označován za ostrov.
První doložená zmínka pochází z roku 1162. V roce 1387 daroval král Zikmund vesnici z vděčnosti za podporu rodu Kanizsaiů. V roce 1532 potom Kapuvár přešel sňatkem do majetku rodu Nádasdyů V roce 1558 získala obec tržní práva. Žilo zde zhruba čtyřicet rodin. Místní hrad byl kvůli nebezpečí ze strany Turků rozšířen a přebudován jako pohraniční pevnost. Cílem bylo zajistit, aby se ubránil útoku střelných zbraní, stavební práce probíhaly nejspíše od roku 1540 nebo 1541, tedy ve stejné době, kdy padl Budín do tureckých rukou. Opevnění bylo rozestavěné poměrně dlouho, ještě v roce 1550 nebyla hotová hradní věž.. Na jeho stavbě pracovali mistři z území dnešní Itálie. Roku 1594 nakrátko padl dle některých zdrojů do rukou Turků samotný Kapuvár.
Roku 1868 zde byla ustanovena samostatná farmost.
Protože Ferenc Nádasdy byl jako účastník magnátského spiknutí proti císaři Leopoldovi I. (tzv. Wesselényiho spiknutí) popraven, o Kapuvár přišel. Následně přešla obec v roce 1681 do rukou Habsburkům věrných Esterházyů. Během Rákócziho povstání na počátku 18. století město často střídalo své majitele. Obléhal jej János Bottyán. Nakonec byl hrad povstalci zničen a Esterházyové jeho trosky následně přebudovali na palác. Na konci 18. století má město na mapách prvního vojenského mapování (josefinského) podobu víceméně domů soustředených okolo jediné hlavní ulice. Z jižní strany k němu přléhá lokalita s názvem Garta. Již byl zaznamenán i dnešní kostel ve středu města. Jižně od města ležely rozlehlé lesy.
Roku 1834 město zachválil požár, poničil mimo jiné i kostel sv. Anny, který byl dokončen jen o několik desetiletí dříve.
V polovině 19. století se hospodářský vzestup v důsledku industrializace dotkl i Kapuváru, např. v centru města vznikla řada reprezentativních budov. Zavedení zemědělských zdrojů způsobilo nezaměstnanost na venkově a masovou migraci do Ameriky. V druhé polovině století sem byla zavedena železniční doprava (nádraží vzniklo jižně od města), dosáhla sem trať Győr – Šopron, dnes provozovaná společnosti Győr-Sopron-Ebenfurti Vasút. Stanice byla postavena poblíž obce Gartha a nějakou dobu nesla název Kapuvár-Gartha. Původní kdysy rozlehlé lesy jižně od města se zmenšily a na některých místech je nahradila orná půda. Zásluhu na modernizaci místního zemědělství měl Gusztáv Berg, který se mimo jiné zasadil také o pěstování cukrové řepy v regionu a vysázení alejí okolo místních silnic. Přestavěl i místní kaštel.
Statut města ztratil Kapuvár na konci století a obnoven byl až v roce 1969. Na počátku století (v posledním rakousko-uherském sčítání lidu) uvedla většina místních obyvatel jako svůj jazyk jazyk maďarský, menšina mluvila také německy. Z národnostního hlediska římskokatolickou většinou doplňovala menšina, která se hlásila k různým protestantským církvím.
Po trianonské smlouvě bylo hlavní město Šoproňské župy přesunuto na krátkou dobu sem, než po šoproňském referendu bylo přesunuto do uvedeného města. Období mezi dvěma světovými válkami přineslo Kapuváru další rozvoj, byly vydlážděny ulice a chodníky, zavedeno elektrické osvětlení a v roce 1924 zde založila rodina Esterházyů podnik na zpracování masa, což mělo pozitivní vliv na rozvoj chovu dobytka.
Po druhé světové válce začal rozvoj průmyslu nicméně zaostávat za rozvojem místního zemědělství. Po roce 1970 byla vybudována místní panelová sídliště, postaveny nové školy (např. v centru města), vznik kulturní dům, divadlo, lázně i muzeum. Po roce 1990 došlo k renovaci některých budov v centru města a roku 2007 k reorganizaci místní nemocnice.

## Obyvatelstvo

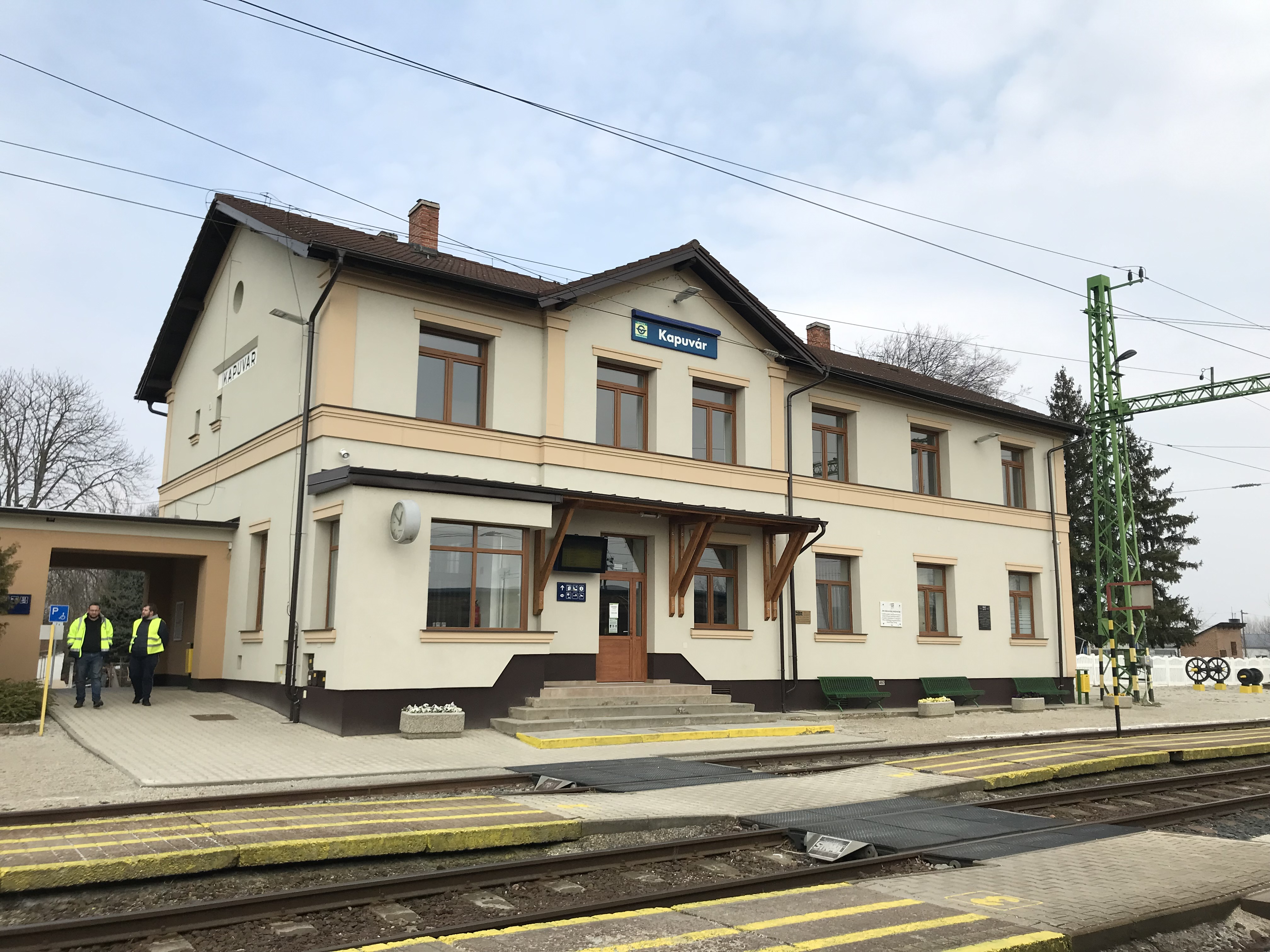
Místní nádraží.

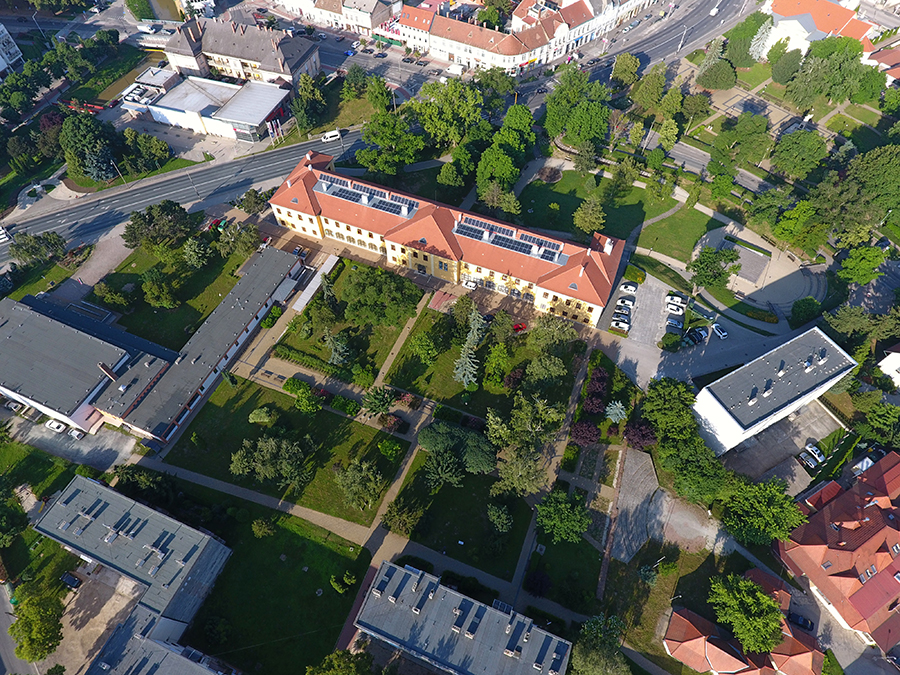
Letecký pohled na kaštel Esterházyů a přilehlý park.

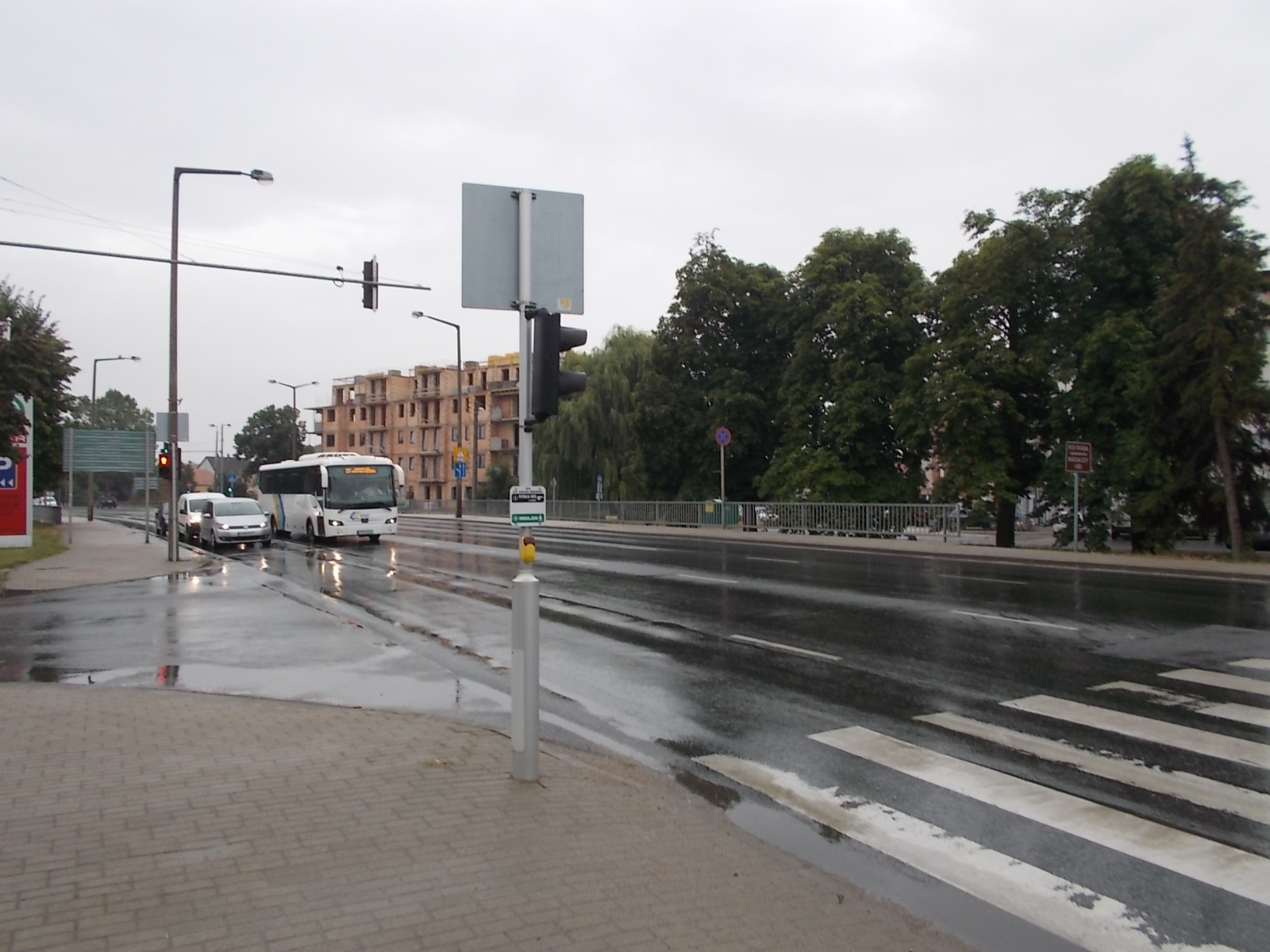
Střed města (Nadásdyho most).

Při sčítání lidu v roce 2011 se 88,9 % obyvatel hlásilo k maďarské národnosti, 2,5 % k romské, 1,2 % k německé a 0,2 % k rumunské (11 % se nepřihlásilo; vzhledem k dvojí identitě může být celkový počet vyšší než 100 %). Počet obyvatel města postupně a setrvale klesá již od roku 1980, trend neovlivnily ani tolik ekonomické změny, ani vstup Maďarska do EU a schengenského prostoru. Klesá nicméně podíl mladých lidí, kteří se stěhují do větších měst.
Náboženské vyznání bylo následující: římskokatolické zastoupeno s 72,9 %, reformované 1 %, evangelické 1,6 %, řeckokatolické 0,1 %, bez vyznání 3,1 % (20,3 % se nepřihlásilo).

## Administrativní dělení
Samotné město se dělí na části Garta, Házhely a Városközpont. Dále k němu připadá mnoho malých vesniček, které netvoří samostatné obce, jako jsou Földvármajor, Iharosmajor, Kistölgyfamajor, Miklósmajor, Öntésmajor, Oszvaldmajor a Patyiház.

## Kultura, školství a pamětihodnosti
Ve městě stojí muzeum regionu Rábaköz a dále kulturní dům. První uvedené sídlí právě v kaštelu Esterházyových, kde je umístěna i radnice.
Ve středu města stojí na hlavním náměstí (maďarsky Fő tér) barokní kostel svaté Anny. V roce 2022 prošel rekonstrukcí/modernizací. Na náměstí je také ještě památník obětí první světové války a kaštel Esterházyů, ke kterému přiléhá park.) V bývalé lokalitě s názvem Gartha se nachází také kostel svatého Šebastiána. Andauský most připomíná místa, kudy Maďaři utíkali po roce 1956 do Maďarska.
Na dny sv. Anny se pravidelně konají Dny Kapuváru, což je třídenní obecná oslava. Konají se např. různá divadelná představení nebo trhy.
Kapuvár má také vlastní katolické gymnázium.

## Ekonomika
Tradičně byli většími zaměstnavateli společnosti Rába a místní masný závod, po roce 1990 došlo k diverzifikaci místního hospodářství. Zaměstnavateli se staly malé a střední podniky a nedošlo zde k zvýšení nezaměstnanosti, jako v některých jiných maďarských městech. Nedaleko od města leží jedna z největších solárních elektráren v Maďarsku. Ve městě stojí několik menších továren a závodů, např. na výrobu elektroniky.

## Doprava
Kapuvár leží na silnicích 85, 8514, 8529, 8601 a 8611. Je přímo silničně spojen s obcemi Babót, Gyóró, Himod, Hövej, Kisfalud, Mihályi, Osli, Szárföld, Veszkény a Vitnyéd. Dále je silničně spojen s městy Beled a Fertőd a rakouskou obcí Pamhagen. 
Jižně od něj prochází dálnice M85, jejíž výjezd na 44. km směřuje právě do Kapuváru. Meziměstskou dopravu zajišťují ale především autobusy a v samotném Kapuváru je v provozu i několik minibusů, které zajišťují dopravu městskou.
Západo-východním směrem přes město potom vede železniční trať z Csorny do Šoproně. Město má jediné nádraží, které bylo po roce 2021 modernizováno.

## Sport a rekreace
Na východním okraji města se nachází termální lázně (Flóra Termálfürdő). Ve městě se v roce 2022 budovala sportovní hala.

## Zdravotnictví
V Kapuváru stojí nemocnice Sándora Lumniczera (v samotném středu města).